# Mirafloresaltaret
Mirafloresaltaret eller Jungfru Marie altare är en tredelad altartavla i olja av den flamländske konstnären Rogier van der Weyden. Den utfördes omkring 1440–1445 och ingår sedan 1850 i samlingarna på Gemäldegalerie i Berlin. 
Altartavlans tre bilder är ungefär lika stora och visar Jungfru Maria och Jesus i olika livsskeden. Till vänster skildras Jesu födelse och den heliga familjen, i mitten Kristi begråtande eller pietà med aposteln Johannes och Josef från Arimataia, och till höger den uppståndne Kristus som visar sig för Maria. van der Weyden verkade i perioden mellan gotiken och renässansen; det gotiska inslaget märks till exempel i den gotiska arkitekturen med dess spetsbågar. De tidiga nederländska målarna var pionjärer inom oljemåleriet och deras stil utmärks av starkt lysande färger. Färgvalet var också symboliskt, i första bilden är Marias dräkt vit för att markera renhet, i mittbilden är den röd för att visa hennes smärta, och till höger är den blå vilket symboliserar trohet.
Efter Korsnedtagningen (cirka 1435) blev den Brysselbaserade konstnärens snabbt berömd och fick internationella beställningar. I samband med att Johan II av Kastilien uppförde ett kartusiankloster i Miraflores utanför Burgos beställde han även en altartavla av "Mäster Rogier, den stora flamländska målaren". Bland senare ägare märks Vilhelm II av Nederländerna.